# 高雄市鳳山體育館
高雄市鳳山體育館（原高雄縣立體育館）是一座位於高雄市鳳山區的綜合性體育館。為兩層樓圓形建築，可容納5317人。於1977年10月啟用。
2017年11月起，因為高雄市鳳山運動園區改造計畫而暫停開放，已於2018年3月完工重新開放。

## 體育賽事
- 2013年世界女子排球大獎賽
- 第五季超級籃球聯賽
- 第八季超級籃球聯賽
- 第十一季超級籃球聯賽
- 2016年亞洲青年男子排球錦標賽
- 第十二季超級籃球聯賽
- 第十三季超級籃球聯賽複賽和冠軍賽
- 第十八季超級籃球聯賽
- 第十九季超級籃球聯賽
- 第二十季超級籃球聯賽
- 超級籃球聯賽高雄九太科技主場館
- P. LEAGUE+高雄17直播鋼鐵人主場館
- 企業排球聯賽
- T1聯盟高雄全家海神2022年季後賽 / 2024年例行賽 / 2024年季後賽首輪主場館
- 高級中等學校籃球聯賽12強複賽

## 交通

### 捷運
- 橘線鳳山站1號出口

### 公共自行車
- 高雄市公共自行車租賃系統：	
  - 鳳凌廣場：體育路/立志街口西北側
  - 光華安寧街口：光華路/安寧街口西北側
  - 鳳西羽球館西北側：平等路/自治街75巷口東北側

## 外部連結
- 高雄市政府體育發展局簡介 （页面存档备份，存于）
- 全國運動場館資訊網簡介[]